# Phytanate-CoA ligase
La phytanate-CoA ligase est une ligase qui catalyse la réaction :
ATP + phytanate + CoA  {\displaystyle \rightleftharpoons }  AMP + PPi + phytanoyl-CoA.
Cette enzyme intervient notamment pour activer l'acide phytanique converti par la suite en acide pristanique par α-oxydation dans les peroxysomes.